# Lepisiota aurea
Lepisiota aurea är en myrart som först beskrevs av Vladimir Aphanasjevich Karavaiev 1933.  Lepisiota aurea ingår i släktet Lepisiota och familjen myror.

## Underarter
Arten delas in i följande underarter:
- L. a. aurea
- L. a. punctaticeps